# 인디아나 존스: 최후의 성전
《인디아나 존스: 최후의 성전》(영어: Indiana Jones and the Last Crusade)은 영화 인디아나 존스 시리즈의 세 번째 작품이다. 20여 년 뒤 4편 《인디아나 존스: 크리스탈 해골의 왕국》이 개봉되기 전까진 시리즈의 마지막 편이었다. 1989년 개봉하였다.

## 줄거리

### 13살의 인디
1912년 유타, 당시 13살이었던 인디아나 존스는 보이스카웃 활동중 도굴꾼들이 코로나도의 십자가를 훔치는 걸 보고 그것을 막으려 했으나 아버지의 무관심 때문에 실패하고 만다. 그 때 이후로 인디아나 존스는 뱀을 무서워하고, 중절모와 채찍을 얻게 된다.

### 어른이 되어
세월이 흘러 1938년, 인디아나 존스는 포르투갈 앞바다에서 코로나도의 십자가를 되찾는데 성공하고, 그가 재직중인 바넷대로 돌아오는데 거기서 오래전에 도착한 소포를 발견하고, 그 곳엔 아버지의 일기장이 있었다. 월터 도노반은 앙카라 북쪽에서 발견했다는 석판의 반쪽을 보여주며 일지에 적혀있는 내용과 나머지 석판의 반쪽을 찾으면 성작의 위치를 알 수 있다고 한다.

### 베네치아
인디아나 존스의 아버지는 평생을 성작을 찾는 일에 몰두했는데 베네치아에서 실종되었다. 그 뒤 인디아나 존스도 베네치아로 향하고 그 곳에서 엘사 슈나이더라는 여자를 만나고, 베네치아의 도서관 지하에 있는 기독교인들의 묘지에서 석판의 나머지 부분을 찾아내나 십자도 형제단에게 쫓기고, 인디아나 존스와 엘사는 가까스로 그들을 해치운 뒤 그 중 한 명에게 인디아나 존스의 아버지는 오스트리아의 브룬발트 성에 갇혀 있다는 정보를 입수한다.

### 나치
그 뒤 인디아나 존스는 브룬발트 성으로 가서 아버지를 구하지만 나치에게 붙잡히고, 엘사와 도노반이 사실 나치와 한통속이란 걸 알게되며 결국 일지까지 빼앗긴다. 하지만 지도 부분은 마커스가 가지고 있었기에 안심했지만 마커스도 붙잡힌다. 한편 인디아나 존스와 그의 아버지는 극적으로 성에서 탈출한 뒤 베를린에서 일지를 되찾아오고 베를린을 탈출한다.(베를린에서 인디아나 존스는 아돌프 히틀러에게 사인도 받는다.베를린을 탈출하는 장면에서는 여객용 비행선이 나나온다. 존스가 나치를 창밖에 내던져 물리치고는 "표를 내지 않아서 쫓아냈어요."라고 말하자, 비행선에 타고 있던 손님들이 너도나도 표를 보여주는 장면이 있다.)

### 나치와의 대결
한편 나치는 하타이 공화국의 술탄에게 자동차를 뇌물로 준 뒤 그의 군대를 지원받는다.한편 인디아나 존스는 이스켄데룬에서 살라의 차를 얻어타고 나치를 추격하는데 마커스가 무사한 것을 확인한 순간 나치에게 들키게 되고 나치 일행과의 전투 끝에 성작이 숨겨진 성전(참고: 요르단의 페트라를 배경으로 했다)을 찾게 된다. 하지만 나치 일행이 먼저 도착해 있었다. 그들은 성배를 찾기 위한 관문을 통과하지 못하고, 그 뒤 인디아나 존스 일행을 발견하고선 인디아나 존스의 아버지를 총으로 쏜 뒤 아버지를 살리고 싶다면 관문을 통과하라고 인디아나 존스를 협박한다.

### 관문
관문 세개를 무사히 통과한 인디아나 존스는 수백 년 동안 성작을 지켜온 늙은 십자군 병사를 발견한다. 십자군 병사는 보이지 않는 다리를 믿음으로써 건너서 관문을 통과한 사람이었다. 인디아나도 신실한 기독교인인 십자군 병사처럼 고고학자로서의 이성이 아닌 믿음에 의존해서 관문을 통과했다. 그는 전시된 성작 중 진짜 성작이 있다고 한다. 그 뒤 나타난 도노반은 엘사가 화려한 잔을 골라 주자 그 잔으로 물을 마시지만 그 성작은 가짜였고, 그 대가로 도노반은 급속하게 늙어 죽는다. 그 뒤 인디아나 존스는 가장 투박한 잔을 선택해 물을 마시고, 십자군 병사는 그 잔이 진짜라고 하며 불사의 대가로 원형 밖을 나올 수 없다고 한다.
성작을 가져다 아버지의 상처를 치료하자 엘사는 탐욕에 성작을 가로챈다. 원형 밖으로 나가선 안 된다는 십자군 병사의 도움말을 무시한 채 원형 밖으로 나갔다가 성전이 붕괴한다. 엘사가 갈라진 틈으로 빠지자 인디아나 존스는 그녀를 구해주려고 했지만, 엘사는 성작을 잡겠다고 고집을 부리다 떨어져 비명횡사를 하고, 인디아나 존스도 빠지려고 하자 인디의 아버지가 손을 붙잡는다.

### 욕심을 버리기
인디아나 존스 역시 엘사처럼 성작을 잡기 위해 고집을 부리지만, 아버지가 인디의 이름을 부르자 성작을 포기하고선 다른 쪽 손을 아버지에게 내밀어 살아남는다. 십자군 병사는 손을 흔들며 인디 부자에게 작별인사를 하고 성작은 전설로 남는다. 인디아나 존스와 그의 아버지, 살라, 마커스가 말을 타고 떠나는 장면으로 영화가 끝난다.

## 출연진
- 해리슨 포드/리버 피닉스(아역) - 헨리 "인디아나" 존스 주니어
- 숀 코너리/앨릭스 하이드화이트(젊은역) - 헨리 존스 시니어
- 덴홈 엘리엇 - 마커스 브로디
- 앨리슨 두디 - 엘자 슈나이더
- 존 리스데이비스 - 살라
- 줄리언 글러버 - 월터 도너번
- 마이클 번 - 에른스트 포겔 대령
- 케보크 말리키언 - 카짐
- 로버트 에디슨 - 성배의 기사
- 마이클 시어드 - 아돌프 히틀러
- 로널드 레이시 - 하인리히 힘러
- 알렉세이 세일 - 하타이 왕국 술탄
- 폴 맥스웰 - 파나마 햇
- 리처드 영 - 가스
- 베르농 도브체프 - 브룬발트성 집사

## 한국판 성우진

### KBS (1995년 12월 31일)
- 양지운 - 인디아나 존스(해리슨 포드)
- 유강진 - 헨리 존스(숀 코너리)
- 김현직 - 마커스 브로디(덴홈 엘리엇)
- 권희덕 - 엘사 슈나이더(앨리슨 두디)
- 송두석 - 월터 도노반(줄리언 글러버) / 파나마 모자(폴 맥스웰)
- 이종구 - 살라(존 리스데이비스)
- 정기항 - 성배 기사(로버트 에디슨) / 집사(베르농 도브체프)
- 김익태 - 포겔 대령(마이클 번)
- 유동현 - 가스(리처드 영)
- 안종익 - 카짐(케보크 말리키안) / 보안관(마크 마일스)
- 박상훈 - 술탄(알렉세이 세일)
- 황재경 - 도노반 부인(아일라 블레어) / 인디의 친구(J. J. 하디) / 조교 / 독일 여장교
- 김승준 - 어린 인디(리버 피닉스)
- 오인성 - 나치 장교(루크 핸슨) / 가스의 동료

### MBC (2002년 7월 20일)
- 양지운 - 인디아나 존스(해리슨 포드)
- 유강진 - 헨리 존스(숀 코너리)
- 권혁수 - 마커스 브로디(덴홈 엘리엇)
- 김수희 - 엘사 슈나이더(앨리슨 두디)
- 김용식 - 월터 도노반(줄리언 글러버)
- 박지훈 - 살라(존 리스데이비스)
- 전국근 - 성배 기사(로버트 에디슨)
- 김명수 - 포겔 대령(마이클 번)
- 이철용 - 카짐(케보크 말리키안) / 파나마 모자(폴 맥스웰)
- 고성일 - 가스의 동료(브래들리 그레그)
- 김지영 - 인디의 친구(J. J. 하디) / 도노반 부인(아일라 블레어)
- 이상훈 - 집사(베르농 도브체프)
- 최한 - 가스(리처드 영)
- 표영재 - 어린 인디(리버 피닉스)
- 방성준 - 보안관(마크 마일스) / 술탄(알렉세이 세일)